# Trespol

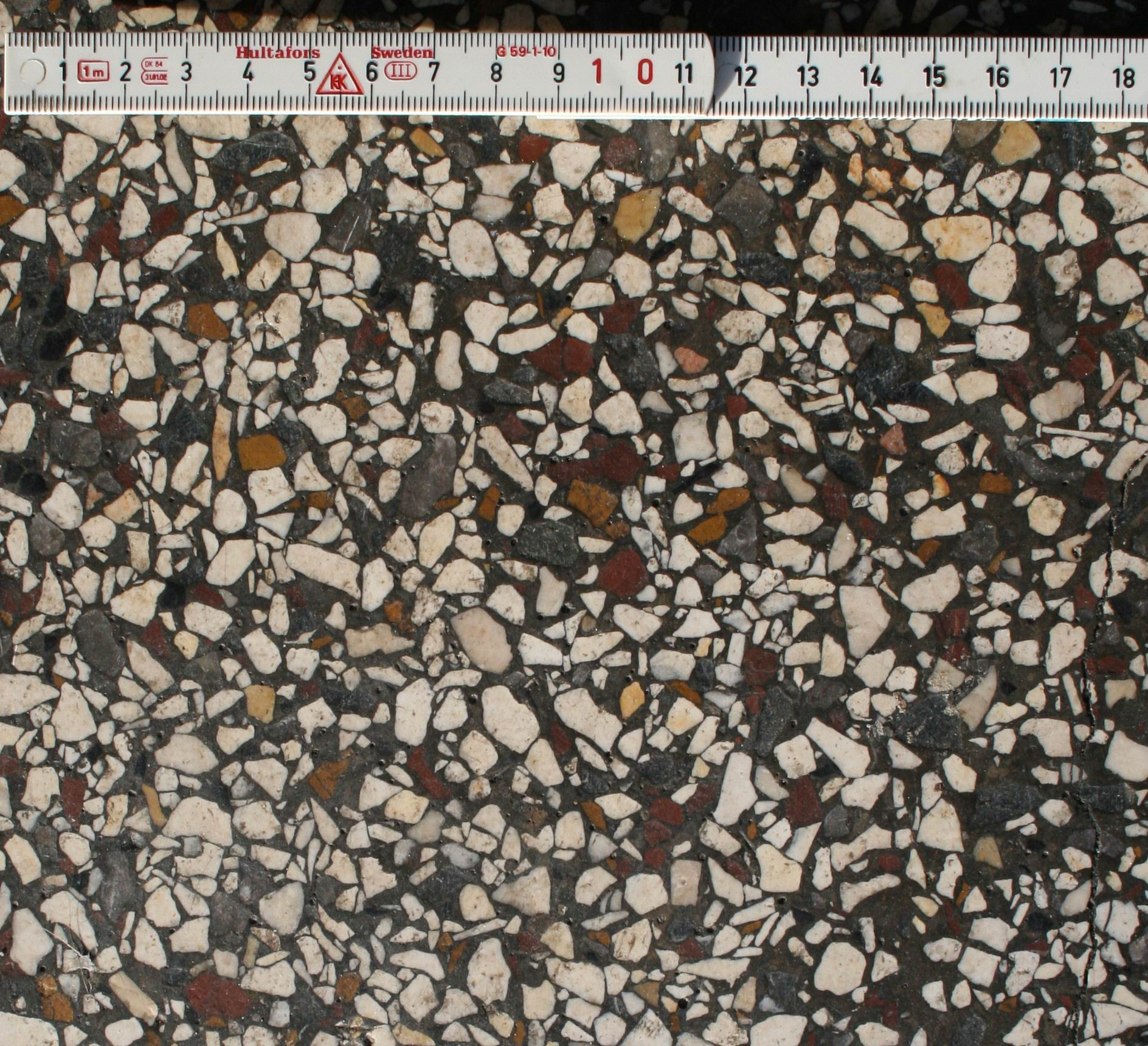
Trespol o paviment de terratzo

El trespol pot designar diverses parts d'un edifici:
- El paviment o terra d'una estança, d'una planta d'un edifici.
- El sostre d'una estança.
- Cavitat delimitada pel sostre del pis superior d'un habitatge i la teulada: golfa.
- Part superior d'un habitatge, a l'aire lliure, destinat normalment a estendre-hi la roba per a eixugar-la o assolellar-la: terrat.
- Coberta vegetal d'una cabana o edificació rústica.